# 래피 게이브런
래피 게이브런(Rafi Gavron, 1989년 6월 24일 ~ )은 잉글랜드의 배우이다.

## 출연 작품

### 영화
- 브레이킹 앤 엔터링 (2006)
- 닉과 노라의 인피니트 플레이리스트 (2008)
- 잉크하트 (2008)
- 콜드 라잇 오브 데이 (2012)
- 마인 게임 (2012)
- 러브, 비하인드 (2012)
- 스니치 (2013)
- 트레이서 (2015)
- 사랑만 있으면 되나요? (2016, Love Is All You Need?)
- 더 랜드 (2016, The Land)
- 스타 이즈 본 (2018)
- 북스 오브 블러드 (2020)

### 텔레비전
- 로마 (2007)
- 24 (2009)
- 라이프 언익스펙티드 (2010)
- CSI: 마이애미 (2011)
- 본즈 (2017)
- 웨스트월드 (2020)